# Kalash

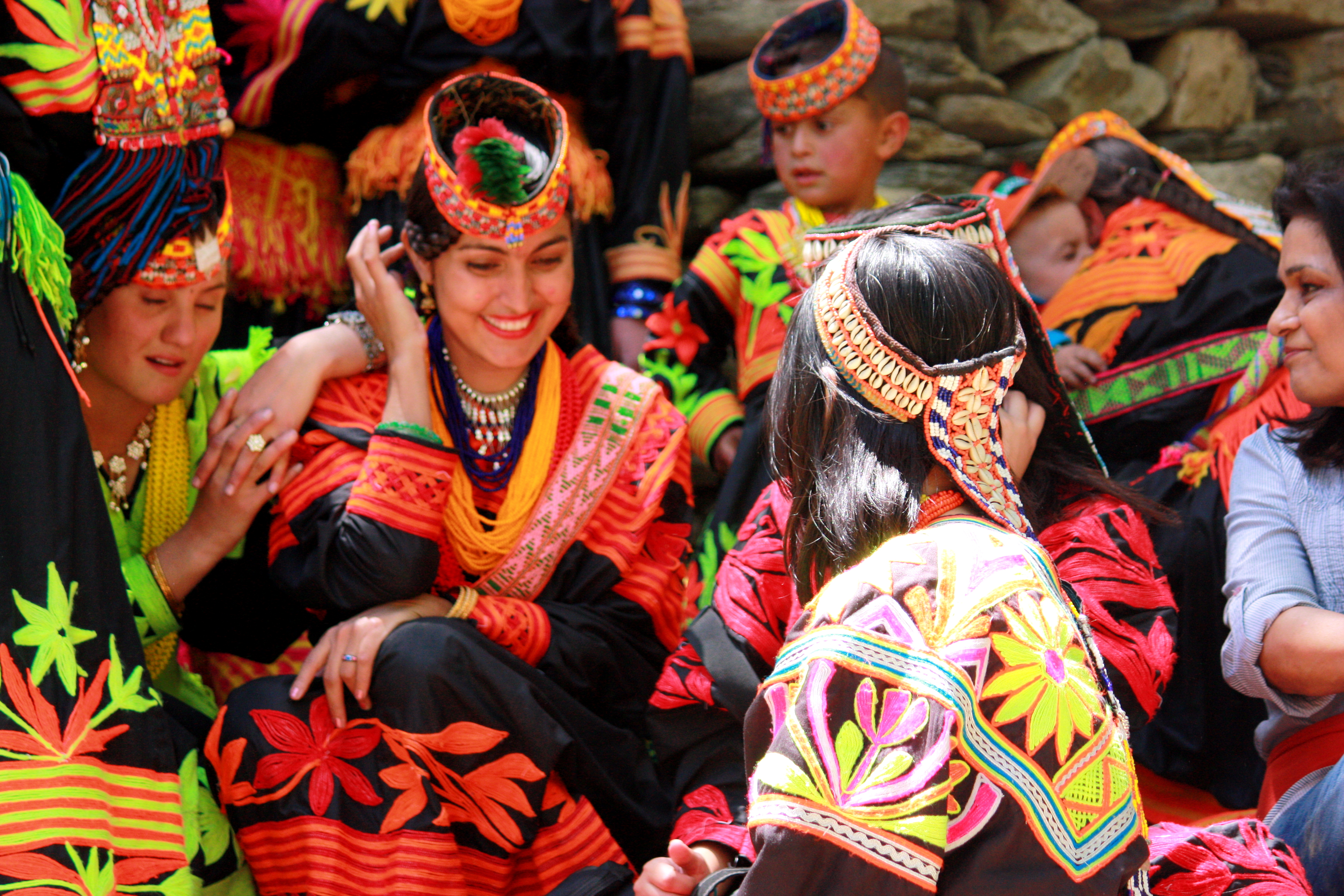
Kalashvrouwen in traditionele kleding

De Kalash of Kalasha (Kalasha: Kaĺaśa, Nuristani: Kasivo), zijn de inheemse bevolking van de Hindoekoesj. Zij wonen in het district Chitral  in de Pakistaanse provincie Khyber-Pakhtunkhwa. Ze spreken Kalasha, een taal uit de Dardische familie van de Indo-Iraanse talen, en worden beschouwd als een unieke stam onder de Indo-Arische bevolking.

## Cultuur
De cultuur van de Kalash is uniek en verschilt zeer sterk van de verschillende etnische groepen die hen omringen. De Kalash zijn polytheïsten en de natuur speelt een zeer belangrijke en spirituele rol in hun dagelijks leven. Als onderdeel van hun religieuze traditie, worden er offers en festivals gehouden als dank voor de overvloed aan middelen uit hun drie valleien. Kalash mythologie en folklore komt sterk overeen met die van het oude Griekenland. Toch ligt hun cultuur veel dichter bij die van Indo-Iraanse (Vedische en pre-zoroastrische) tradities. De Kalash stammen volgens hun eigen tradities en geloof af van de troepen van Alexander de Grote.

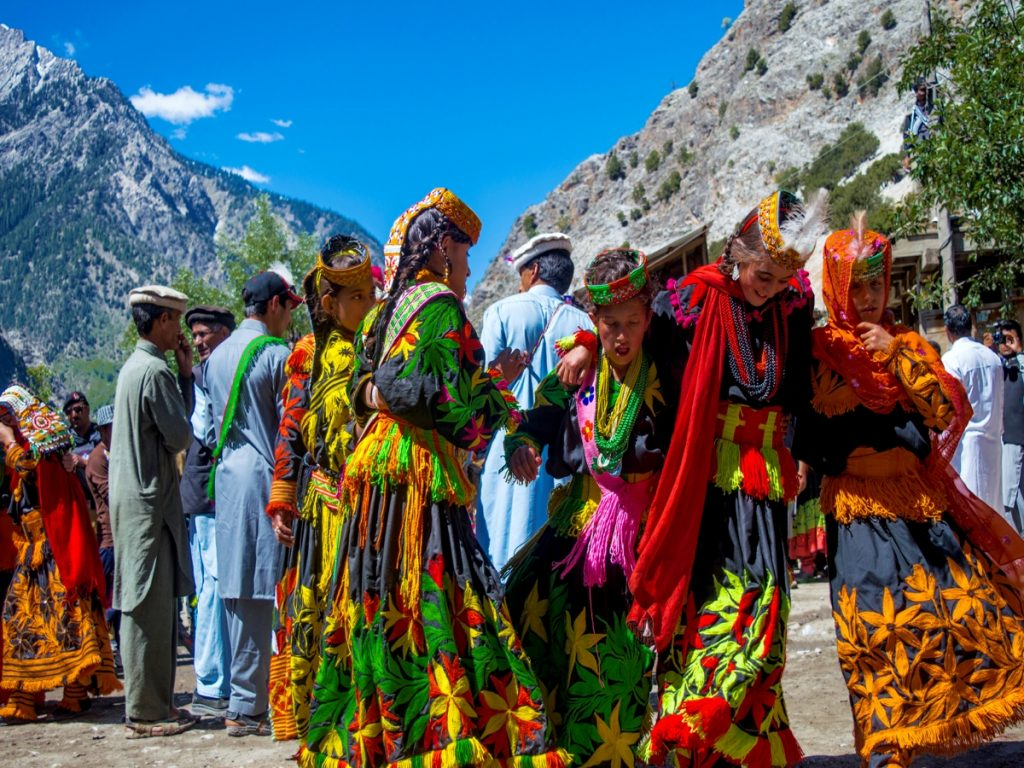
kalash-mensen dansen op festivaldag